# 肯·凱爾特納
肯尼斯·弗瑞德瑞克·凱爾特納（英語：Kenneth Frederick Keltner，1916年10月31日—1991年12月12日），為美國職棒大聯盟的三壘手。生涯曾效力過印地安人與紅襪兩隊。1941年7月17日，凱爾特納攔下喬·迪馬喬一顆往三壘的強勁滾地球，終結了迪馬喬連56場比賽敲安的大聯盟紀錄。

## 職業生涯
1936年，凱爾特納從小聯盟開啟職業生涯。1938年，印地安人邀請他參加大聯盟春訓。該年他在大聯盟出賽149場比賽，打擊率為2成76，並敲出26轟與113分打點。
1938年8月20日，凱爾特納在俄亥俄州的終點大廈(Terminal Tower)頂樓216公尺處往下放一顆棒球，而同隊捕手Frankie Pytlak和Hank Helf都成功接捕，寫下金氏世界紀錄。
1939年，凱爾特納繳出3成25的打擊率，並敲出13轟與97分打點。1940年，他入選生涯首次明星賽。1941年明星賽，凱爾特納在9局下跑出內野安打，最終美聯連得4分逆轉國聯。
1941年7月17日，洋基隊的喬·迪馬喬當時已寫下連續56場比賽敲安的大聯盟紀錄。而迪馬喬在比賽中敲出三壘方向強勁滾地球，但被凱爾特納精彩攔下傳向一壘。迪馬喬在後面兩個打席分別為保送和滾地球出局，連續安打場次就這樣停在56場。1945年，凱爾特納因為入美軍服役而缺席整季賽事。之後他在1946年回歸，並成功入選明星賽。
1948年，凱爾特納迎來生涯年。該年他敲出31轟與生涯新高的119分打點，長打率高達5成22。後來印地安人和紅襪因戰績並列第一，而進行了冠軍加賽。凱爾特納在那場比賽敲出3分砲，還差一支三壘安打便能達成完全打擊。最終印地安人8比3贏球，成功闖進世界大賽。而印地安人也以4勝2敗擊敗勇士封王。
1949年，凱爾特納因未受傷僅出賽80場比賽。整季打擊率為2成32，並敲出8轟與30分打點。球季結束後，印地安人將他釋出。1950年，凱爾特納加入紅襪隊。他只出賽8場比賽，並在該球季首度擔任一壘手。1951年，他在小聯盟打了一年後宣布正式退休。

## 晚年
退休之後，凱爾特納接連在印地安人和紅襪擔任球探。1970年，他入選威斯康辛州運動名人堂。2001年，他入選印地安人名人堂，同年還被提名為印地安人隊史百大球星之一。凱爾特納雖然有短暫獲得名人堂票選資格，不過他的得票數不高，因此至今仍未入選名人堂。
1991年，凱爾特納因心臟病去世，享年75歲。

## 生涯打擊成績
| 出賽次數 | 打席 | 打數 | 得分 | 安打 | 二安 | 三安 | 全壘打 | 打點 | 盜壘 | 保送 | 三振 | 打擊率 | 上壘率 | 長打率 | OPS  |
| -------- | ---- | ---- | ---- | ---- | ---- | ---- | ------ | ---- | ---- | ---- | ---- | ------ | ------ | ------ | ---- |
| 1526     | 6316 | 5683 | 737  | 1570 | 308  | 69   | 163    | 852  | 39   | 514  | 480  | .276   | .338   | .441   | .778 |

## 外部連結
- 球員資訊和成績在MLB，ESPN，Baseball-Reference，Fangraphs（英文）